# Cyrtandra mooreaensis
Cyrtandra mooreaensis är en tvåhjärtbladig växtart som beskrevs av Margaret Clark Gillett. Cyrtandra mooreaensis ingår i släktet Cyrtandra och familjen Gesneriaceae. Inga underarter finns listade i Catalogue of Life.